# Croatia Open Umag 1991
Il Croatia Open Umag 1991 è stato un torneo di tennis giocato sulla terra rossa. È stata la 2ª edizione del torneo, che fa parte della categoria World Series nell'ambito dell'ATP Tour 1991. Si è giocato a Umago in Croazia dal 13 al 19 agosto 1991.

## Campioni

### Singolare maschile
Dmitrij Poljakov ha battuto in finale  Javier Sánchez con il punteggio di 6–4, 6–4

### Doppio maschile
Gilad Bloom /  Javier Sánchez hanno battuto in finale  Richey Reneberg /  David Wheaton con il punteggio di 7–6, 2–6, 6–1